# Taro Daniel
Taro Daniel (japansk: ダニエル 太郎, født 27. januar 1993 i New York City, USA) er en professionel tennisspiller fra Japan.